# Тополёк (Самарская область)
Тополёк — поселок в Хворостянском районе Самарской области. Входит в состав сельского поселения Масленниково.

## История
В 1973 г. Указом Президиума ВС РСФСР поселок отделения № 2 совхоза имени Масленникова переименован в Тополёк.

## Население
| 2010 |
| ---- |
| 308  |